# Павле Јуришић Штурм
Павле Јуришић – Штурм (срп. Паул Штурм; Герлиц, 10/22. август 1848 — Београд, 13. јануар 1922) био је српски и југословенски генерал.
Према српским изворима, по пореклу је био Лужички Србин. Академију је похађао у Вроцлаву и Нансију. У Француско-пруском рату је био водник на страни Краљевине Пруске. Дошавши у Србију, променио је име у Павле Јуришић и додао своје бивше презиме Штурм као надимак. Узео је учешћа у српско-турским ратовима као поручник, да би био одликован и унапређен у чин капетана. Учествовао је и у бици на Сливници током Српско-бугарског рата. После тог рата је више пута премештан да би био пензионисан августа 1900. године. У службу је враћен годину дана касније.
Због свог пријатељства са краљем Петром I именован је првим ађутантом и пратио га је на свим његовим путовањима. У Првом балканском рату је био командант Дринске дивизије првог позива и са њом је учествовао у Кумановској бици, после које је добио чин генерала. У Првом светском рату је постао командант Треће српске армије и њоме је командовао у Церској и Колубарској бици, где је значајно допринела победи. Током Тројне офанзиве на Србију његова армија је бранила одступницу целокупној српској војсци током њеног повлачења. Штурм је наредне три године провео на Крфу, а затим и на Солунском фронту где је се упознао са новим начином ратовања и употребом авијације. После пробијања Солунског фронта његова армија је учествовала у бици на Кајмакчалану, где је имала бројне жртве. После ове битке Штурм је смењен, а у октобру 1916. је послат да помогне команданту Добровољачког корпуса у Русији. По подношењу извештаја о стању Добровољачког корпуса, почетком 1917. преко Јапана се враћа опет у Солун. Постављен је на дужност канцелара Краљевских ордена и тај посао је обављао до пензионисања.
Одликован је Орденом Карађорђеве звезде, Орденом Белог орла и савезничким одликовањима међу којима се истичу Орден Италијанске круне, Орден Светог Ђорђа, Орден Белгијске круне, Орден Легије части и Орден Светог Михајла и Светог Ђорђа а највреднији орден био му је Орден Пауловниа цвећа на великом крсту којим га је лично одликовао Јапански цар. Такође је био носилац Ордена Гвозденог крста, Орден Светог Леополда и Орден Менџидије, ордења које су му доделиле будуће Централне силе. Уврштен је у ред највећих војсковођа Првог светског рата и српске ратне историје али није унапређен у чин војводе.

## Биографија
Родио се 10/22. августа 1848. године у Бистрици, код Герлица (Лужица) у Шлезији, од оца Отона Штурма лужичког Србина управника ловишта цара Вилхелма I и мајке Хермине. Крштено име му је било Паул Штурм. Војно образовање је стекао на Војној академији у Вроцлаву (Шлеска) и Ратној академији у Нансију (Француска). По завршеној војној школи као официр Пруске са чином водника дочекао је Француско-пруски рат (1870—1871). Непосредно пред почетак рата добио је чин потпоручника у који је унапређен 15. јула 1870. године. Био је ратни друг из француско-пруског рата са фелдмаршалом Макензеном.
У Србију је дошао 1876. године пре српско-турских ратова да предаје на српској војној академији. Заједно су дошли Павле и Евгеније, рођена браћа пруски официри. Први пут се оженио 1881. године, Савком кћерком Стевана Пироћанца, среског начелника и променио име Паул у Павле, а презиме Штурм у Јуришић (  значи Јуриш). Прва супруга му се разболела од туберкулозе и преминула три године касније. Презиме Штурм је задржао као надимак. Као крсну славу узео је Светог Саву, мада један део породице Јуришић–Штурм слави Светог Јована. Они се везују за даљег рођака Павловог, Михаела фон Штурма (Михаило Јуришић) ожењеног Милевом (рођеном Токалић). Крајем 1880—их, Штурм се оженио други пут, Јеленом, из породице Миловановић из Новог Сада, кћерком богатих власника рудника. У овом браку није имао деце.
Павлов рођени брат Евгеније Јуришић Штурм такође је био добровољац српске војске. Павле није имао деце док је брат Евгеније имао синове Павла и Петра. Млађи Павле је за време Првог светског рата био мајор у српској војсци и млад је преминуо 1925, три године после стрица. Други син Евгенија, Петар такође официр се после априлског слома 1941, придружио се Југословенској војсци у отаџбини Драже Михаиловића. Гестапо га је 1943. године ухватио и стрељао. По причи очевидаца, понуђено му је било да буде ослобођен и да настави живот у кућном притвору, будући да је немачког порекла, али је Петар то одбио говорећи да је српски официр.
Трећи син Момчило Е. Јуришић-Штурм је био дипломатски чиновник. Војни рок је одслужио у IV Коњичком пуку у Београду, 1. августа 1911 – 1. фебруара 1912, учествовао у ратовима 1912. и 1913. године; током Другог балканског рата повучен је у Штаб Коњичке дивизије за ордонанс-официра после пада са коња и на том положају је остао до демобилизације 1913. године. Током Првог светског рата био је помоћник делегата председника Министарског савета код Врховне команде од 17. јула 1914. до 1. фебруара 1916. а делегат председника Министарског савета код Врховне команде и Двора у Солуну од 20. августа 1916. до 1. фебруара 1918. Након завршетка ратова 1912-1918. године имао је чин резервног коњичког капетана II класе. Био је и делегат Удружења српских резервних официра и ратника на Конгресу савезничких ратника у Њу Орлеансу, САД 1. X – 1. XI 1922. године. Највиши ранг који је досегао у дипломатској служби био је положај помоћника министра иностраних послова од јуна до септембра 1935. године. у децембру исте године је именован за посланика у Софији.

### Српско-турски ратови (1876—1878)
По избијању непријатељстава између кнежевине Србије и Отоманске империје 1876. године, долази у Србију и учествује у српско-турским ратовима (1876—1878). По пријему у активну службу јуна 1876, преузео је команду над Шабачко-Посавско-Тамнавским батаљоном 2. класе, са којим је учествовао у борбама на Дрини код села Лешнице и Попова и у источној Босни. Због тога је одликован Орденом Таковског крста и унапређен у чин капетана. Када су завршене велике борбе на Дрини, одређен је да иде на Источни фронт, у штаб генерала Черњајева, у новоформирану јединицу Летећи кор. Међутим због наступајућег примирја ова јединица готово није ни дејствовала.
Почетком Другог српско-турског рата, децембра 1877. године постављен за команданта 1. добровољачког пука, а затим и за команданта Крајинског пука Тимочке комбиноване бригаде Књажевачке војске. На челу ове јединице учествовао је у борбама код Беле Паланке и у ослобађању Пирота. Јужно од Куршумлије, ратовао је од јануара 1878. године, и на том фронту остао све до склапања примирја. По завршетку рата, у мирнодопској организацији стајаће војске, постављен је за командира 4. чете у 2. батаљону Стајаће војске. Године 1882, постављен је за команданта Наставног батаљона, а октобра 1883. за вршиоца дужности команданта 8. батаљона Стајаће војске.

### Српско-бугарски рат 1885.
.У Српско-бугарском рату, новембра 1885, био је командант 6. активног пука Дринске дивизије, са којом је учествовао у борбама код Сливнице, у Бугарској, а по повлачењу српске војске из Бугарске, учествовао је и у борбама на Црном врху, код Пирота.

#### Период примирја
За команданта 8. батаљона Дунавског пешадијског пука постављен је априла 1886. године. Следеће 1887, добио је место вршиоца дужности команданта Тимочког пука сталног кадра, где је остао до октобра 1890, истовремено, непосредно, командујући јединицама 14,12, и 4. пешадијског батаљона. У јесен 1890. добио је команду над Моравским пешадијским пуком и на том положају остао је доста дуго, до марта 1897, када је постављен за помоћника команданта а затим и за команданта Дринске дивизијске области. Његов боравак у Ваљеву прекинут је августа 1900. године када је први пут пензионисан. Међутим после скоро годину дана, јула 1901, реактивиран и већ следећег месеца, на српско-турској граници, постављен за изванредног комесара за пограничне страже.
Од маја 1906. постављен за команданта Моравске, а од августа 1907. Дунавске дивизијске области. У јесен исте године одлази у иностранство, у мисију посматрача маневара италијанске војске. Марта 1908. наименован је за првог ађутанта краља Петра I и ту дужност, са ратним прекидом, обављао је до августа 1913. године. На овај положај га је лично поставио краљ Петар I, јер су се обојица лично познавали из периода док су били на усавршавању у Француској у истом пуку. У то време кнез (будући краљ) Петар је тада користио псеудоним Пјер Кара (фр. Pierre Cara) а Павле крштено име Паул Штурм. То је и био главни разлог што је Штурм именован за личног пратиоца краља Петра, на његовом првом званичном путу у Русију, Бугарску, Османлијско царство - у Цариград и на Свету гору 1910. године. Краља је пратио и 1911. године у Италију, Француску и поново у Русију, приликом удаје принцезе Јелене за блиског царевог рођака.

### Балкански ратови (1912—1913)
Мобилизација извршена септембра 1912. године довела га је на чело Дринске дивизије првог позива. Ова снажна и велика јединица (скоро 28.000 војника), у операцијама које су почеле 12. октобра 1912, била је у саставу I армије. Њени делови били су претходница српске војске, Штурм је био у борбеном строју и био је рањен. Налазећи се у центру операција, одлучио је да са Никуљанског виса нападне Зебрњак, чијим освајањем је разбијен чвор целокупне турске одбране код Куманова. Та битка је била главна и пресудна за пораз турске армије. Даљи пут са овом јединицом настављао се ка Скопљу и Велесу, а после победа на Бабуни и Бакарном гумну ослобођени су градови Прилеп и Битољ. За ове заслуге Штурм је Великим војним указом унапређен у чин генерала.
У периоду који настаје после склапања уговора о миру, маја 1913. године Штурм је постављен за команданта Дунавске дивизије првог позива. Ова дивизија је у рату који је избио са Бугарима, директно укључена у борбена дејства и бранила је зону на правцу Кратово – Крива Паланка. У Брегалничкој бици, на челу своје дивизије, Штурм учествује на Криворечком правцу, у тешким борбама на терену Осоговских планина.

### Први светски рат (1914—1918)
У догађајима који су наступили, по објави рата који је Аустро-угарска објавила Србији, Врховна команда му указује велико поверење, одредивши га за команданта Треће армије. Задатак ове армије био је да на западу Србије, на простору од Обреновца, преко Шапца, Мачванске Митровице, Лознице до Љубовије, затвара и брани границу.
Великим залагањем његове Треће армије спречен је продор аустроугарских трупа у Србију чиме је генералу Степи Степановићу и његовој Другој армији омогућено да изврши распоређивање и однесе прву победу Антанте над Централним силама у Церској бици. Прелазећи из одбране у напад ова армија је у другој половини августа 1914. године избила на Дрину, а у септембру учествовала у борбама на Мачковом камену.
У Колубарској бици, у новембру и децембру, Трећа армија под командом Штурма држала је централни део фронта, а у офанзиви у децембра садејствовала Првој армији у слому аустроугарских трупа. По завршеној Колубарској бици, јединице Треће армије ослободиле су Београд, 15. децембра, након тринаестодневне окупације.
Током здруженог напада на краљевину Србију 1915. године у коме су учествовале Аустроугарска, царевина Немачка и краљевина Бугарска трупе под његовом командом су пружале одлучан отпор XI немачкој армији, спречавајући њен продор ка Моравској долини. Октобра 1915. године, јединице Треће армије браниле су дунавску обалу од напада из Баната, и на Дунаву, од Гроцке до Голупца, примила је главни удар у свим операцијама. Заслужан је за одбрану Смедерева. После огорчених петнаестодневних борби, српске трупе су се повукле ка унутрашњости и Косову. Трећа армија повлачила се правцем Пећ-Андријевица-Подгорица-Скадар-Љеш-Драч. Она је последња напустила Пећ, 6. децембра 1915, и штитила одступницу српској војсци.
Штурм је у повлачењу кроз Албанију успео да Трећој армији допуни људство, тако да је она 31. децембра 1915. године бројала скоро 30.000 војника. Са својим јединицама прешао је на Крф, на опоравак српске војске. На позив главнокомандујућег француске војске на Солунском фронту, генерала Сараја, група виших официра српске војске са Штурмом на челу, отишла је у Солун, марта 1916. године и упознала се са карактеристикама новог начина вођења рата, посебно са савременом везом и употребом новог, све значајнијег рода, авијацијом. По преласку на солунско ратиште, у априлу и мају, Трећа армија запосела је фронт на линији од Кајмакчалана до пута Баница - Лерин. У другој половини августа 1916. године, учествовала је у огорченим борбама на Кајмакчалану, што је довело до великих људских и материјалних жртава. То је, вероватно, био један од разлог што је Врховна команда, августа 1916, поверила Трећу армију привремено команданту Прве армије генералу Милошу Васићу. У октобру 1916. у Добровољачком корпусу, формираном у Русији, дошло је до унутрашњих немира. Врховна команда је послала је зато Штурма да процени насталу ситуацију, помогне команданту те јединице, генералу Михаилу Живковићу, у њеном сређивању, и о свему поднесе детаљан извештај. На том задатку Штурм се задржао до почетка 1917. године, када се преко Јапана вратио у Солун. Приликом посете ове земље Јапански цар Јошихито га је одликовао Орденом цветова Пауловније на великом крсту, и био је једини официр који одликован у српској војсци са овим орденом. 

## Крај рата и последње године
Пред краја рата у марту 1917. године, Штурм је постављен на нову дужност канцелара Краљевских ордена. По завршетку рата остао је у активној служби још три године. Пензионисан је 8. новембра 1921. године у 74. години живота. То пензионисање је за њега била неправда, коју је тешко поднео, јер је у ствари "склоњен" да би неко заузео његово место. За собом је имао 56 година војничке службе и учешће у седам ратова. Ратовао је против Турака, Бугара, Арнаута, Аустријанаца и Мађара. Борио се за Пруску и против ње. Као немачки официр борио се против Француза, а као српски официр ратовао је заједно са њима. Био је један од најспособнијих официра српске војске, који може стати уз бок славним српским војводама, па је право чудо зашто није унапређен у тај највиши војнички чин.
Преминуо у Београду 13. јануара 1922. године, од последица запаљења плућа. Живео је до тада скромно у Проте Матеје 9, у Београду. Сахрањен је са свим почастима на Новом гробљу. Већ сутрадан по сахрани, комисија за реквирирање станова је "упала" у његов стан у Мишарској 1 и "пронашла да је госпођи Јуришић довољно једна соба и кујна а да се остале три собе морају одмах реквирирати".

## Унапређење у чинове
| Питомац Каплар | Питомац Поднаредник | Питомац Наредник | Потпоручник   | Поручник      | Капетан Друге класе |
| -------------- | ------------------- | ---------------- | ------------- | ------------- | ------------------- |
|                |                     |                  |               |               |                     |
| Није унапређен | Није унапређен      | Није унапређен   | 15. јул 1870. | 15. јун 1876. | 27. јануар 1877.    |

| Капетан Прве класе | Мајор          | Потпуковник         | Пуковник          | Генерал           |
| ------------------ | -------------- | ------------------- | ----------------- | ----------------- |
|                    |                |                     |                   |                   |
| 2. август 1883.    | 17. март 1885. | 30. септембар 1892. | 22. фебруар 1897. | 20. октобар 1912. |

## Одликовања

### Домаћа одликовања
- Орден Карађорђеве звезде са мачевима 2, 3. и 4. реда
- Орден Карађорђеве звезде 4. реда
- Орден белог орла 2, 3, 4. и 5. реда
- Орден Милоша Великог 4. реда
- Орден Таковског крста са мачевима 4. реда
- Орден Таковског крста 2. реда
- Орден Таковског крста 3. реда - доделио краљ Милан Обреновић 3. марта (21. фебруара) 1889. као пешадијском мајору.[16]
- Златна и Сребрна медаља за храброст
- Медаља за војничке врлине
- Златна медаља за ревносну службу у ратовима
- Споменица рата за ослобођење и независност 1876—1878.
- Споменице ратова: 1885, 1912—1913, 1914—1918.
- Албанска споменица
- Споменица гарде

### Инострана одликовања
- Орден Светог Леополда 4. реда, Аустроугарска
- Витешки крст Франца Јосифа, Аустроугарска
- Орден Белгијске круне 1. реда, Белгија
- Орден Светог Михајла и Светог Ђорђа 2. реда, Енглеска
- Орден Светог Спаситеља 3. реда, Грчка
- Орден Италијанске круне 1. реда, Италија
- Орденом цветова Пауловније на великом крсту, Јапан
- Орден Гвозденог крста 3. реда, Пруска
- Споменица рата 1870—1871, Пруска
- Орден Светог Ђорђа 4. реда, Русија
- Орден Светог Станислава са мачевима 3. реда, Русија
- Орден Свете Ане 1. реда, Русија
- Орден Османлије 3. реда, Турска
- Орден Меџедије 1. реда, Турска
- Орден Легије части 2. реда, Француска